# Иппесхайм
Иппесхайм (нем. Ippesheim) — ярмарочная община в Германии, в земле Бавария.
Подчиняется административному округу Средняя Франкония. Входит в состав района Нойштадт-ан-дер-Айш-Бад-Виндсхайм. Подчиняется управлению Уффенхайм. Население составляет 1075 человек (на 31 декабря 2010 года). Занимает площадь 23,56 км². Официальный код — 09 5 75 134.
Община подразделяется на 5 административных единиц.

## Население
По оценке на 31 декабря 2015 года население общины Иппесхайм составляет 1087 чел. 

| Дата      | 1840 | 1871 | 1900 | 1925 | 1939 | 1950 | 1961 | 1970 | 1987 | 2011 |
| --------- | ---- | ---- | ---- | ---- | ---- | ---- | ---- | ---- | ---- | ---- |
| Население | 1753 | 1712 | 1593 | 1524 | 1380 | 1818 | 1483 | 1362 | 1165 | 1136 |

| Год       | 1960 | 1970 | 1980 | 1990 | 2000 | 2009 | 2010 | 2011 | 2012 | 2013 | 2014 | 2015 |
| --------- | ---- | ---- | ---- | ---- | ---- | ---- | ---- | ---- | ---- | ---- | ---- | ---- |
| Население | 1452 | 1339 | 1168 | 1127 | 1116 | 1098 | 1075 | 1132 | 1138 | 1141 | 1146 | 1087 |